# Hans Salentin
Hans Salentin (* 22. Juni 1925 in Düren; † 21. Juli 2009 in Köln) war ein deutscher Plastiker und Maler.

## Leben und Wirken
Hans Salentin war der zweite Sohn des Lehrers Paul Salentin und dessen Frau Helene. Ab 1936 besuchte er das Stiftische Gymnasium in Düren, wo er von seinem Kunsterzieher gefördert wurde. Während des Zweiten Weltkriegs wurde er 1943 zum Kriegsdienst an der russischen Grenze verpflichtet. Nachdem er 1944 in Kriegsgefangenschaft geriet, die er in Sibirien verbrachte, kehrte er im August 1945 schwer krank nach Düren zurück.
Salentin besuchte von 1947 bis 1949 die staatliche Malschule von Jo Strahn in Düsseldorf-Niederkassel. Von 1950 bis 1954 studierte er an der Düsseldorfer Kunstakademie in der Malklasse von Paul Bindel, u. a. mit Heinz Mack, Otto Piene und Raimund Girke. Im Jahr 1954 war er als Kunsterzieher an einem Dürener Gymnasium angestellt. Später zog er nach Köln um, wo er als Kunsterzieher am altsprachlichen Gymnasium Köln-Mülheim tätig war. Von 1959 bis 1976 unterrichtete er als Studiendirektor am Kölner Schiller-Gymnasium das Fach Kunst.
Von 1955 bis 1958 arbeiteten Salentin, Mack, Piene in Düsseldorf-Bilk im gemeinsamen Ateliergebäude. 1957 wurde Salentin Mitglied der Gruppe 53, einer Vorläufer-Organisation der Künstlergruppe ZERO, die 1958 von Heinz Mack und Otto Piene gegründet wurde. Bis 1965 nahm Salentin an Ausstellungen dieser Gruppe teil. Seine erste Einzelausstellung hatte er 1962 in der Düsseldorfer Galerie Schmela. 1976 wurde er Mitglied im Deutschen Künstlerbund. Ein Jahr später wurde er zur documenta 6 nach Kassel eingeladen.
Aus gesundheitlichen Gründen zog sich Salentin von 1981 bis 1989 aus dem Kunstbetrieb zurück; 1995 begann er erneut mit der plastischen Tätigkeit. Bis kurz vor seinem Tod lebte und arbeitete Hans Salentin zurückgezogen in seinem Haus in Köln-Marienburg. Salentin war verheiratet mit der Gymnasiallehrerin Ursula Hansen. 

## Werk
Seit 1957 war Salentin zunächst Mitglied der „Gruppe 53“. Die zunehmende Verengung der Gruppe 53 auf den Tachismus führte ihn gemeinsam mit Mack und Piene zur Einrichtung der Abendausstellungen in der Gladbacher Straße im Düsseldorfer Stadtteil Unterbilk. Diese Ausstellungen, deren Impetus letztlich im Jahre 1957 in der Künstlergruppe ZERO einen entscheidenden Ausdruck fand, stellen einen bedeutsamen Teil der jüngeren deutschen Kunstgeschichte dar.
Später entstanden zunächst Zinkblechreliefs, dann vollplastische Objekte aus Aluminiumguss-Teilen. Er wurde zur documenta 6 eingeladen und zeigte dort z. B. den „Mondkarren“, ein Beispiel für sein stilistisches Prinzip, sein Gestaltungsprinzip der Collage, der Assemblage und zugleich für den Gegenstand seiner Darstellungen: die Utopie.
Salentin war allen Jahren der Collage immer treu geblieben, für die er sich metallischer oder reprofotografischer Funde, auch solcher aus Kunststoff bediente und sie in freie, fiktive Figurationen einband. Selbst in seine Zeichnungen wurden kleine Partien oder Teile montiert, die den Fluss der Linie aufhalten und den organischen Lauf des Stifts, des Pinsels brechen. In der Literatur wurde sein künstlerisches Prinzip als das der Umformung des „objet trouvé“ in das „objet corrigé“ bezeichnet.
Diesem Prinzip, einer besonderen Stufe des Prinzips Collage folgend hat sich das Werk Salentins weiterentwickelt. Mit immer neuen Einfällen rückte er dem gewohnten Tafelbild, dem Relief, der Skulptur zu Leibe, fand immer andere Möglichkeiten, die Dinge und die künstlerischen Techniken im Zwei- und Dreidimensionalen in unerwartete ästhetische Symbiose zu fügen.
Wenn Salentin sich modernen Materialien bzw. Medien für die Darstellung bediente, gelang ihm durch gleichzeitige Verwendung unterschiedlicher Materialien und künstlerischer Techniken nicht nur im Ergebnis des Kunstwerks eine Collage des Sujets, sondern es wurde auch mittels des Gebrauchs des Prinzips technischer Reproduzierbarkeit für den aufmerksamen Betrachter eine Sequenz, eine zuvor nicht gekannte Collage moderner Techniken und Medien als Prozessform der künstlerischen Gestaltung nachvollziehbar.

## Ausstellungen (Auswahl)

### Einzelausstellungen
- 1972: Kunsthalle Nürnberg (mit Joachim Bandau)
- 1974: Forum Kunst, Rottweil
- 1975: Josef-Haubrich-Kunsthalle, Köln (mit Joachim Bandau)
- 1978: Märkisches Museum Witten, Witten
- 1989: Beethovenhalle, Bonn
- 1990: Kölnischer Kunstverein
- 1995: Leopold-Hoesch-Museum, Düren
- 1997: Städtische Galerie Remscheid
- 2000: Kölnisches Stadtmuseum und Galerie Skala, Köln
- 2005: Kunsthalle Villa Kobe, Halle (Saale)

### Ausstellungsbeteiligungen (Auswahl)
- 1949–1955: Jahresausstellung Dürener Künstler, Leopold-Hoesch-Museum, Düren
- 1957: 1. und 4. Abendausstellung, Gladbacher Straße, Düsseldorf
- 1957: Gruppe 53, Kunstverein in der Kunsthalle Düsseldorf
- 1958: 7. Abendausstellung, Gladbacher Straße, Düsseldorf
- 1961–1965 mit der Gruppe ZERO
  - Große Düsseldorfer Kunstausstellung, Kunstpalast im Ehrenhof, Düsseldorf
  - Edition, Exposition, Demonstration, Galerie Schmela, Düsseldorf
  - Galerie A, Arnheim/NL
  - IV biennale, San Marino
  - New Vision Centre, London
  - Institut of Contemporary Art, University of Pennsylvania, Philadelphia
  - The Washington Gallery of Modern Art, Washington, D.C.
- 1962: Anti-Peinture, G 58, Hessenhuis, Antwerpen
- 1967: fetisch-formen, Haus am Waldsee, Berlin
- 1972: Szene Rhein-Ruhr, Folkwang-Museum, Essen
- 1974: Naivität der Maschine, Frankfurter Kunstverein, Frankfurt am Main
- 1975: Der Angepasste Mensch, Kunsthalle Mannheim

- 1974: Ars intermedia. 25 artistes allemands, Galeries Les Contemporais, Genval-Lac
- 1977: Fahrzeuge, utopisches Design, documenta 6, Kassel
- 1991: Aluminium – Das Metall der Moderne, Stadtmuseum Köln
- 1993: Bildlicht – Wiener Festwochen, Museum des 20. Jahrhunderts, Wien
- 1995: Die Geschichte des Prometheus, Leopold-Hoesch-Museum, Düren
- 1999: ZERO aus Deutschland, Esslingen am Neckar, Kiel, Madrid
- 2001: Darlings – Bilder + Skulpturen aus privaten Sammlungen, Museum Morsbroich, Leverkusen
- 2006: ZERO – Internationale Künstler-Avantgarde der 50er/60er Jahre, museum kunst palast, Düsseldorf